# Unione Sportiva Avellino 1944-1945
Questa voce raccoglie le informazioni riguardanti l'Unione Sportiva Avellino nelle competizioni ufficiali della stagione 1944-1945.

## Stagione
La società approfittò della pausa forzata per motivi bellici per ridefinire statuto e ruoli. Antonio Picone lasciò la carica di Presidente a Alfonso Argenio, e il 2 dicembre 1944 avvenne il cambio di denominazione in Unione Sportiva Avellino.
Con l'Italia ancora in guerra e i campionati nazionali sospesi, in Campania fu organizzato un torneo maggiore misto (comprendente compagini di Serie B e Serie C, oltre a due club di Prima Divisione e un team della Polizia Militare) e un torneo minore di Prima Divisione a cui presero parte tutte le altre squadre campane, tra cui l'Avellino, che venne inserito nel Girone E. Il torneo iniziò nel mese di gennaio 1945, per concludersi a settembre dello stesso anno, nell'immediata vigilia dei campionati della stagione 1945-1946.

## Rosa
| N. |                   | Ruolo | Calciatore\|               |
| -- | ----------------- | ----- | -------------------------- |
|    | Italia (bandiera) | P     | Canonico                   |
|    | Italia (bandiera) | P     | Corraretti I               |
|    | Italia (bandiera) | P     | Antonio Silba              |
|    | Italia (bandiera) | P     | Sinatti                    |
|    | Italia (bandiera) | C     | Brunetti                   |
|    | Italia (bandiera) | C     | Canazzi                    |
|    | Italia (bandiera) | C     | Cucciniello                |
|    | Italia (bandiera) | C     | Lazzarini                  |
|    | Italia (bandiera) | C     | Spagnuolo                  |
|    | Italia (bandiera) | C     | Biagio Stella              |
|    | Italia (bandiera) | A     | Pietro Affabile (capitano) |
|    | Italia (bandiera) | A     | Franzese                   |
|    | Italia (bandiera) | A     | Isidoro Rescigno           |
|    | Italia (bandiera) |       | Borriello                  |
|    | Italia (bandiera) |       | Dell'Aquila                |

| N. |                   | Ruolo | Calciatore      |
| -- | ----------------- | ----- | --------------- |
|    | Italia (bandiera) |       | Ferrara         |
|    | Italia (bandiera) |       | Arnaldo Ferrari |
|    | Italia (bandiera) |       | Pasquale Greco  |
|    | Italia (bandiera) |       | Izzo            |
|    | Italia (bandiera) |       | Lepore          |
|    | Italia (bandiera) |       | Cesare Maffei   |
|    | Italia (bandiera) |       | Manolo          |
|    | Italia (bandiera) |       | Masi            |
|    | Italia (bandiera) |       | Preziosi        |
|    | Italia (bandiera) |       | Scalone         |
|    | Italia (bandiera) |       | Tedesco         |
|    | Italia (bandiera) |       | Troncone        |
|    | Italia (bandiera) |       | Ucci            |
|    | Italia (bandiera) |       | Verniello       |
|    | Italia (bandiera) |       | Villani         |